# Liste des représentants des États-Unis pour la Géorgie
Depuis 2013, l'État de Géorgie dispose de 14 représentants à la Chambre des représentants des États-Unis.

## Délégation au 119econgrès (2025-2027)
| District et Nom | District et Nom        | District et Nom | Début du mandat                             | Parti       |
| --------------- | ---------------------- | --------------- | ------------------------------------------- | ----------- |
| 1er district    | Buddy Carter           |                 | 3 janvier 2015 (10 ans, 2 mois et 20 jours) | Républicain |
| 2e district     | Sanford Bishop         |                 | 3 janvier 1993 (32 ans, 2 mois et 20 jours) | Démocrate   |
| 3e district     | Brian Jack             |                 | 3 janvier 2025 (2 mois et 20 jours)         | Républicain |
| 4e district     | Hank Johnson           |                 | 3 janvier 2007 (18 ans, 2 mois et 20 jours) | Démocrate   |
| 5e district     | Nikema Williams        |                 | 3 janvier 2021 (4 ans, 2 mois et 20 jours)  | Démocrate   |
| 6e district     | Lucy McBath            |                 | 3 janvier 2019 (6 ans, 2 mois et 20 jours)  | Démocrate   |
| 7e district     | Rich McCormick         |                 | 3 janvier 2023 (2 ans, 2 mois et 20 jours)  | Républicain |
| 8e district     | Austin Scott           |                 | 3 janvier 2011 (14 ans, 2 mois et 20 jours) | Républicain |
| 9e district     | Andrew Clyde           |                 | 3 janvier 2021 (4 ans, 2 mois et 20 jours)  | Républicain |
| 10e district    | Mike Collins           |                 | 3 janvier 2023 (2 ans, 2 mois et 20 jours)  | Républicain |
| 11e district    | Barry Loudermilk       |                 | 3 janvier 2015 (10 ans, 2 mois et 20 jours) | Républicain |
| 12e district    | Rick Allen             |                 | 3 janvier 2015 (10 ans, 2 mois et 20 jours) | Républicain |
| 13e district    | David Scott            |                 | 3 janvier 2003 (22 ans, 2 mois et 20 jours) | Démocrate   |
| 14e district    | Marjorie Taylor Greene |                 | 3 janvier 2021 (4 ans, 2 mois et 20 jours)  | Républicain |

## Démographie

### Partis politiques
- 5 démocrates
- 9 républicains

### Sexes
- 10 hommes (8 républicains et 3 démocrates)
- 3 femmes  (2 démocrates et 1 républicaine)

### Ethnies
- neuf Blancs (tous républicains)
- cinq Afro-Américains (tous démocrates)